# Barbarska urota
Barbarska urota je izraz kojim se opisuje jednogodišnja ratna zbivanja u rimskoj provinciji Britaniji pretkraj rimske vlasti na otoku Britaniji. Povjesničar Amijan Marcelin opisao ih je kao barbarica conspiratio, a koja se kapitalizirala time što je decimirala rimske vojne snage, koje je u te krajeve doveo car uzurpator Magnencije, nakon što nije uspio postati carem.